# ウルビーノのヴィーナス
『ウルビーノのヴィーナス』 (伊: Venere di Urbino、英: Venus of Urbino) は、イタリアの巨匠ティツィアーノが1538年に描いた、フィレンツェのウフィツィ美術館に所蔵されている絵画。

## 概要

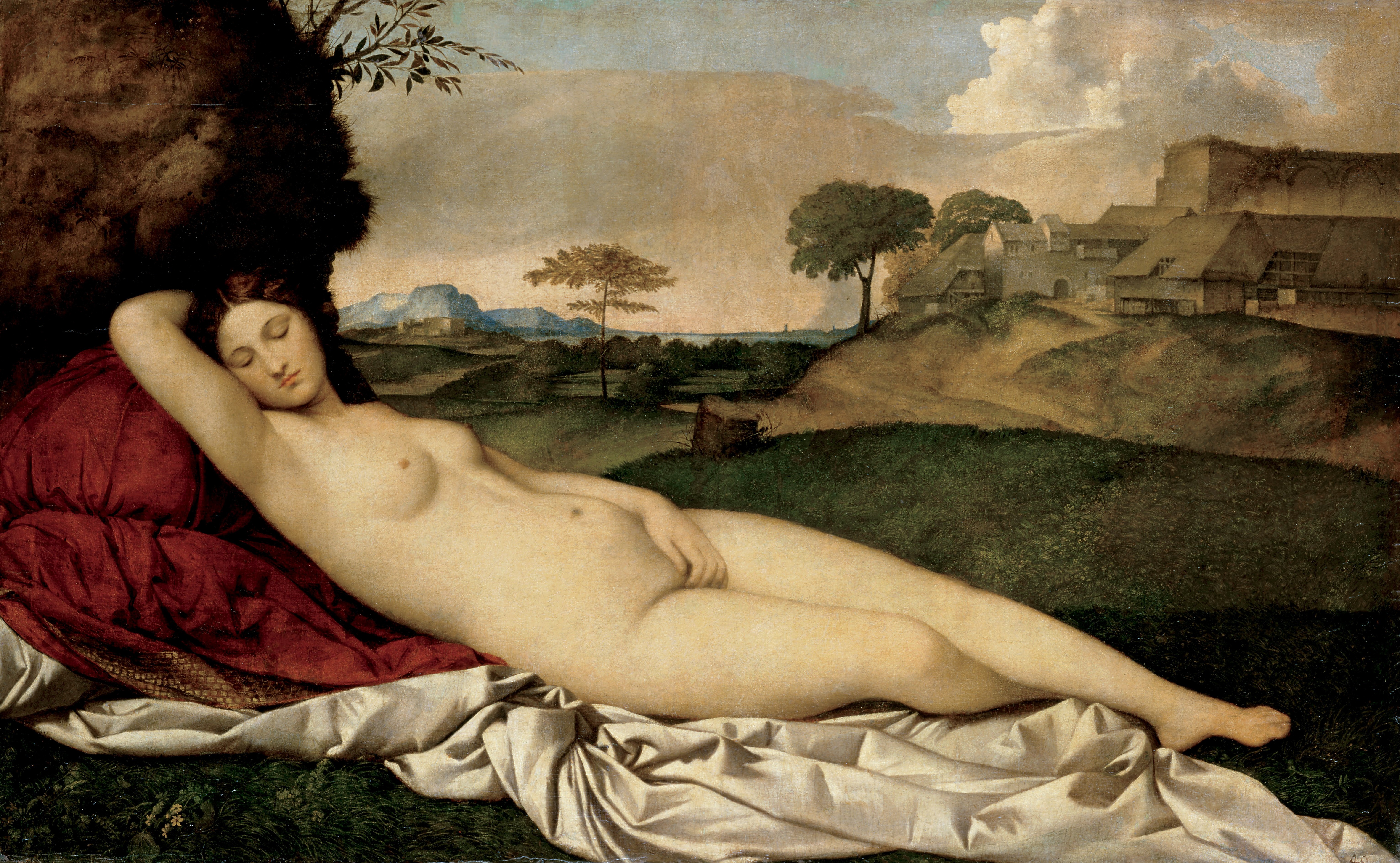
『眠れるヴィーナス Sleeping Venus』 ジョルジョーネ 1510年

『ウルビーノのヴィーナス』は、豪奢なルネサンス様式の宮殿を背景に、長椅子かベッドに寄りかかる若い女性の絵画で、ローマ神話のヴィーナスを描いた作品とされる。ヴィーナスのポーズはジョルジョーネの『眠れるヴィーナス （Sleeping Venus, 1510年頃 アルテ・マイスター絵画館）』を模倣したものと言われるが、ティツィアーノはさらに官能性を追求した作品に仕上げている。
古典的、あるいは寓意的表現（女神であるヴィーナスになんらの属性はなく、想像上の存在）は見られず、異論の余地なく官能美にあふれた絵画である。
このような率直な表現は、描かれている裸身に無関心である鑑賞者にさえ、ヴィーナスは挑発的な視線を投げかけていると言われることが多い。ヴィーナスの右手は愛を表す花束を持ち、左手は画面中央に陰部を隠しながらも挑発するかのように置かれ、寓意画では貞節を意味するイヌはすぐそばで眠って描かれており、その役割を放棄している。
この絵画はウルビーノ公爵グイドバルド2世・デッラ・ローヴェレの依頼によって描かれた。もともとはイタリアで、伝統的に結婚の贈り物として用いられる家具であるチェスト (en:cassone) の装飾だったのかも知れない。背景に描かれているメイドは、ヴィーナスの衣服を探してチェストを探っているようにも見える。この絵がこれほどまでに官能的に描かれているのは、公爵の年若い花嫁となったジュリア・ヴァラノへの「教育」を意図したものではないかという推測もある。1997年にこの絵画がなにを意味しているのかを考察した論文「Sex, Space, and Social History in Titian’s Venus of Urbino.」が、近代美術史家のローナ・ゴフィンによって発表された。

## 後世の見解と影響

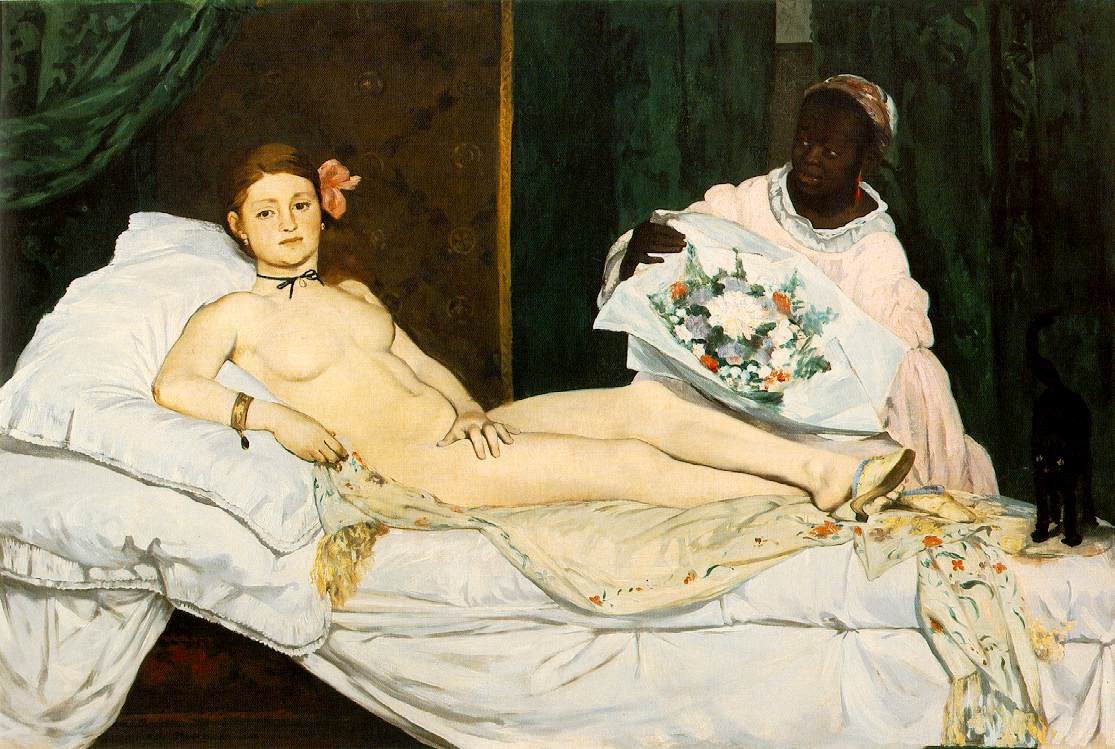
『オランピア Olympia』マネ 1863年

毒舌家、皮肉屋でも知られる文豪マーク・トウェインは、1880年に旅行記『ヨーロッパ放浪記 (A Tramp Abroad）』で『ウルビーノのヴィーナス』のことを「全世界に存在する絵画の中で、最も下品で下劣でわいせつな絵画である」、「オスマン帝国の奴隷監獄向けにでも描かれた代物で、あまりにも下らない絵だったので受け取りを拒絶されたのだろう」と書き、さらに皮肉を込めて「他のどこに飾るのにもばかげた作品だから、美術館に飾られているに違いない」とまで書いている。
『ウルビーノのヴィーナス』は後世の画家であるエドゥアール・マネに影響を与え、『オランピア （Olympia, 1863年 オルセー美術館蔵）』ではヴィーナスが売春婦に置き換えられて描かれている。
文学では、この作品はサラ・デュナントの小説 『In the Company of the Courtesan』 の登場人物である売春婦の原型となった。

## 関連文献
- 『ウルビーノのヴィーナス ─古代からルネサンス、美の女神の系譜』展図録、国立西洋美術館、2008年 ISBN 978-4-906536-42-9